# Discographie de Serge Gainsbourg
La carrière discographique de Serge Gainsbourg s'est étalée sur trente-trois années, comprenant dix-sept albums studio, quatre albums live, et plus d'une cinquantaine de 45 tours ou single, sortis en grande partie par Philips. Au cours de sa carrière, il a obtenu douze disques d'or, cinq doubles disques d'or et six disques de platine pour ses albums studios et live.

## Albums studio
| Année | Titre                                                                               | Classement (Meilleure place) | Ventes et certifications | Ventes et certifications | Notation critique Allmusic |
| Année | Titre                                                                               | FR ,                         | Certifications           | Exemplaires vendus       | Notation critique Allmusic |
| ----- | ----------------------------------------------------------------------------------- | ---------------------------- | ------------------------ | ------------------------ | -------------------------- |
| 1958  | Du chant à la une ! ∫ Disques Philips / LP Philips Medium B 76.447 R                | 137                          | —                        | ~ 100                    | (non connue)               |
| 1959  | Serge Gainsbourg N°2 ∫ Disques Philips / LP Philips Medium B 76.473 R               | —                            | —                        | —                        | 4/5 étoiles                |
| 1961  | L'Étonnant Serge Gainsbourg ∫ Disques Philips / LP Philips Medium B 76.516 R        | —                            | —                        | —                        | 4/5 étoiles                |
| 1962  | Serge Gainsbourg N°4 ∫ Disques Philips / LP Philips Medium B 76.553 R               | —                            | —                        | —                        | (non connue)               |
| 1963  | Gainsbourg Confidentiel ∫ Disques Philips / LP Philips B 77.980 L                   | —                            | —                        | 1 500                    | (non connue)               |
| 1964  | Gainsbourg Percussions ∫ Disques Philips / LP Philips B 77.482 L                    | —                            | —                        | —                        | 4/5 étoiles                |
| 1968  | Bonnie and Clyde, avec Brigitte Bardot ∫ Disques Fontana / LP Fontana 885 529 TY    | 9                            | —                        | 17 400                   | 3,5/5 étoiles              |
| 1968  | Initials B.B. ∫ Disques Philips / LP Philips 844.784                                | —                            | —                        | —                        | 4/5 étoiles                |
| 1969  | Jane Birkin - Serge Gainsbourg ∫ Disques Fontana / LP Fontana 885.545 MY            | 4                            | —                        | 99 800                   | 4,5/5 étoiles              |
| 1971  | Histoire de Melody Nelson, avec Jane Birkin ∫ Disques Philips / LP Philips 6397 020 | 56                           | Or                       | 87 500,                  | 5/5 étoiles                |
| 1973  | Vu de l'extérieur ∫ Disques Philips / LP Philips 6499 731                           | —                            | —                        | 20 600                   | 4/5 étoiles                |
| 1975  | Rock Around the Bunker ∫ Disques Philips / LP Philips 6325 195                      | 5                            | —                        | 124 200                  | 4/5 étoiles                |
| 1976  | L'Homme à tête de chou ∫ Disques Philips / LP Philips 9 101 097                     | 85                           | Or                       | 55 800                   | 4/5 étoiles                |
| 1979  | Aux armes et cætera ∫ Disques Philips / LP Philips 9101 218                         | 1                            | Platine                  | 650 000                  | 3/5 étoiles                |
| 1981  | Mauvaises nouvelles des étoiles ∫ Disques Philips / LP Philips 6313 270             | 3                            | Or                       | 121 000                  | 2,5/5 étoiles              |
| 1984  | Love on the Beat ∫ Disques Philips / LP Philips 822 849                             | 3                            | Platine                  | 546 100                  | 3/5 étoiles                |
| 1987  | You're Under Arrest ∫ Disques Philips / LP Philips 834 034-1                        | 2                            | Platine                  | 470 400                  | 3/5 étoiles                |

## Albums en public
| Année | Titre                                             | Classement (Meilleure place) | Ventes et certifications | Ventes et certifications |
| Année | Titre                                             | FR ,                         | Certifications           | Exemplaires vendus       |
| ----- | ------------------------------------------------- | ---------------------------- | ------------------------ | ------------------------ |
| 1963  | 1963 Théâtre des Capucines                        | 141 A                        | —                        | —                        |
| 1980  | Enregistrement public au Théâtre Le Palace (1979) | 19                           | —                        | 80 300                   |
| 1985  | Gainsbourg Live                                   | 12                           | Platine                  | 323 000                  |
| 1989  | Le Zénith de Gainsbourg                           | 4                            | 2 × Or                   | 271 900                  |

A Classement de la réédition en 2001.

## Sorties posthumes
| Année | Titre | Classement (Meilleure place) | Certifications (SNEP) |
| Année | Titre | FR ,                         | Certifications (SNEP) |
| ----- | --- | ---------------------------- | --------------------- |
| 2001  | I love Serge | —                            | —                     |
| 2003  | Aux armes et cætera - Dub Style (nouveau mixage de l'album + versions Dub & versions d'artistes jamaïcains, 2 CD)                                         | 29                           | —                     |
| 2003  | Mauvaises Nouvelles des étoiles - Dub Style (nouveau mixage de l'album + versions Dub & versions d'artistes jamaïcains, 2 CD)                             | 47                           | —                     |
| 2006  | Gainsbourg... et cætera - Enregistrement public au Théâtre Le Palace (nouveau couplage et remixage de l'enregistrement public au Théâtre Le Palace, 2 CD) | 50                           | 5 800                 |
| 2009  | 1963 Théâtre des Capucines | 141                          | —                     |
| 2015  | Gainsbourg Live (Édition Deluxe 30 ans - 2 CD) | 136                          | —                     |

## Compilations
(liste non exhaustive)
| Année       | Titre | Classement (Meilleure place) | Classement (Meilleure place) | Classement (Meilleure place) | Classement (Meilleure place) | Ventes et certifications | Ventes et certifications |
| Année       | Titre | FR ,                         | BEL Fr                       | BEL Nl                       | CH                           | Certifications           | Exemplaires vendus       |
| ----------- | --- | ---------------------------- | ---------------------------- | ---------------------------- | ---------------------------- | ------------------------ | ------------------------ |
| 1972        | Disque d'or | —                            | —                            | —                            | —                            | —                        | —                        |
| 1976        | Succès 2 Disques - La Chanson de Prevert | —                            | —                            | —                            | —                            | —                        | 225 000                  |
| 1978        | Musiques de films ∫ Disques Philips / LP Philips 9101 246 | —                            | —                            | —                            | —                            | —                        | —                        |
| 1978        | Gainsbourg (Chansons de 1958 A 1977 choisies par l'auteur) (6 LP) | —                            | —                            | —                            | —                            | —                        | 25 000                   |
| 1979        | Manon | —                            | —                            | —                            | —                            | —                        | 25 000                   |
| 1980        | Musiques de films de 1960 à 1980 ∫ Disques Philips / LP Philips 818 357-1 | —                            | —                            | —                            | —                            | —                        | —                        |
| 1987        | Master série vol. 1 | —                            | —                            | —                            | —                            | Platine                  | 300 000                  |
| 1988        | Master série vol. 2 | —                            | —                            | —                            | —                            | 2 × Or                   | 200 000                  |
| 1989        | De Gainsbourg à Gainsbarre (intégrale 9 CD) (intégrale 11 CD), contenant "Love on the Beat" et "You're under Arrest") | 2                            | —                            | —                            | —                            | 2 × Or                   | 200 000                  |
| 1990        | Master série vol. 3 | —                            | —                            | —                            | —                            | 2 × Or                   | 200 000                  |
| 1991        | De Gainsbourg à Gainsbarre (compilation 2 CD), contient le remix Requiem pour un con 91) | 171                          | 9                            | —                            | —                            | 2 × Or                   | 499 300                  |
| 1997        | Du jazz dans le ravin (compilation jazz) | —                            | —                            | —                            | —                            | —                        | —                        |
| 1997        | Couleur café (compilation rythmes afro-cubains) | —                            | —                            | —                            | —                            | —                        | —                        |
| 1997        | Comic Strip (compilation pop) | 63                           | —                            | —                            | —                            | —                        | 5 900                    |
| 1998        | Classé X (compilation « sexe ») | 12                           | 16                           | —                            | —                            | —                        | 80 300,                  |
| 2000        | Gainsbourg : versions femmes (1 CD, 19 titres) | —                            | —                            | —                            | —                            | —                        | —                        |
| 2001        | Le Cinéma de Gainsbourg (coffret 3 CD) | —                            | —                            | —                            | —                            | —                        | —                        |
| 2001        | Gainsbourg... Forever (compilation 2 CD) (intégrale 18 CD, édition limitée) | 2                            | 6                            | —                            | 71                           | —                        | 27 400                   |
| 2003        | Gainsbourg... Forever (intégrale 17 CD) | —                            | —                            | —                            | —                            | —                        | —                        |
| 2006        | Mister Melody (coffret 4 CD) | —                            | —                            | —                            | —                            | —                        | —                        |
| 2006        | Les 100 plus belles chansons | 2                            | 31                           | 80                           | 57                           | Or                       | 75 000                   |
| 2011        | Double best of : Comme un boomerang (compilation 2 CD, contient une version inédite de Comme un boomerang par lui-même) | 3                            | —                            | —                            | —                            | Or                       | 38 840                   |
| 2011        | Intégrale (intégrale 20 CD) | —                            | 29                           | —                            | —                            | —                        | 2 700                    |
| 2011        | Les Interprètes de Serge Gainsbourg (Compilation 2 CD de 45 morceaux composés par Serge Gainsbourg, pour divers artistes. Des Frères Jacques à Étienne Daho, en passant bien sûr par B.B., Juliette Gréco, France Gall, Jane Birkin, etc.)              | —                            | —                            | —                            | —                            | —                        | 900                      |
| 2013 - 2015 | Signé Gainsbourg : La collection officielle (Collection de 45 CD des chansons interprétés et composés par Serge Gainsbourg, pour divers artistes, accompagnés de la totalité de ses albums (studio + live) agrémentées à chaque volume de titres bonus) | —                            | —                            | —                            | —                            | —                        | —                        |
| 2016        | Gainsbourg & Co | 47                           | 32                           | 66                           | —                            | —                        | 5 100                    |
| 2016        | Serge Gainsbourg & Friends | —                            | 168                          | —                            | —                            | —                        | —                        |
| 2016        | London Paris 1963-1971 | —                            | 49                           | 101                          | —                            | —                        | —                        |
| 2016        | Gainsbourg in Jazz | —                            | 132                          | —                            | —                            | —                        | —                        |

## Singles

### Singles 45 tours, maxi 45 tours et disques compact
Ci-dessous, se présente la liste des singles de Serge Gainsbourg, mais ne sont pris en compte uniquement les 45 tours, maxi 45 tours ou disques compact pressés et sortis dans le commerce avec les dates de première parution,,.
- Note : (**) signifie qu'il s'agit d'une bande originale de film, (***) signifie qu'il s'agit d'une bande originale de série télévisée.

#### Années 1950
- Septembre 1958 : Le Poinçonneur des Lilas, single 4 titres Philips 432.307 BE
- Février 1959 : La Jambe de bois (Friedland), single 4 titres Philips 432.325 BE
- 1959 : Le Claqueur de doigts, single 4 titres Philips 432.397 BE
- 1959 : L'Anthracite, single 4 titres Philips 432.398 BE

#### Années 1960
- Janvier 1960 : L'Eau à la bouche(**), single 4 titres Philips 432.492 BE
- Février 1960 : Les Loups dans la bergerie(**)  , single 5 titres Philips 432 447 BE
- Mai 1960 : Romantique 60, single 4 titres Philips 432.437 BE
- Avril 1961 : La Chanson de Prévert, single 4 titres Philips 432.533 BE
- Mai 1961 : Les Oubliettes, single 4 titres Philips 432.564 BE
- Mai 1962 : Les Goémons, single 4 titres Philips 432.771 BE
- Janvier 1963 : Vilaine fille, mauvais garçon / La Javanaise, single 4 titres Philips 432.862 BE
- 29 juin 1963 : Strip-tease(**) , single 4 titres Philips 432.898 BE
- 26 février 1964 : Comment trouvez-vous ma sœur ?(**) , single 5 titres Philips 434.850 BE
- Mai 1964 : Chez les yé-yé,  single 4 titres Philips 434.888 BE
- Novembre 1964 : Couleur Café,  single 4 titres Philips 434.994 BE
- Janvier 1966 : Qui est "In", Qui est "Out", single 4 titres Philips 434.994 BE
- 1967 : Anna[b], single 4 titres Philips 437.279 BE
- Janvier 1967 : Vidocq(***), single 4 titres Philips 437.290 BE
- 10 mai 1967 : Toutes folles de lui(**) , single 5 titres Barclay 71 168 M
- 8 juillet 1967 : Comic Strip, single 4 titres Philips 437.355 BE
- 29 novembre 1967 : L'Horizon(**), single 6 titres Riviera 231297
- 2 janvier 1968 : Bonnie and Clyde[c], single 4 titres Fontana 460.247 ME
- Mars 1968 : Manon 70(**), single 2 titres Philips B 370.604 F
- Mars 1968 : Requiem pour un con(**)[d], single 2 titres Philips B 370.617 F
- 16 mai 1968 : Ce sacré grand-père(**), single 2 titres Philips B 370 650 F
- Juin 1968 : Initials B.B., single 4 titres Philips 437.431 BE
- 1968 : Initials B.B, single 2 titres Philips B 370.699 F
- 1968 : Mister Freedom(**),  single 6 titres Barclay 71.322 M
- Décembre 1968 : L'Anamour, single 2 titres Philips B 370 751 F
- Janvier 1969 : Élisa, single 2 titres Philips B 370.777 F
- Février 1969 : Je t'aime, moi non plus[e], single 2 titres  Fontana 260.196 MF
- Juin 1969 : La Chanson de Slogan(**)[f], single 2 titres Philips B 336 217 F

#### Années 1970
- 1970 : Un petit garçon nommé Charlie Brown(**), single 2 titres Philips 6009.104
- 1970 : Cannabis(**), single 2 titres Philips 6009 080
- 1971 : Ballade de Melody Nelson, single 2 titres Philips 6118 014
- Janvier 1972 : La Décadanse[g], single 2 titres Fontana 6010 054
- Septembre 1972 : Sex-Shop(**), single 2 titres Fontana 6010 071
- 1972 : Trop jolies pour être honnêtes(**), single 2 titres Philips 6009 286
- Octobre 1973 : Je suis venu te dire que je m'en vais, single 2 titres Philips 6009 459
- 1975 : Rock Around the Bunker, single 2 titres Philips 6009 631
- Juin 1975 : L'Ami Caouette, single 2 titres Philips 6009 678
- 1976 : Marilou sous la neige, single 2 titres Philips 6042 272
- 1976 : Ballade de Johnny Jane(**)[h], single 2 titres Philips 6042 131
- Mai 1977 : Madame Claude(**),  single 2 titres Philips 6172 067
- Juin 1977 : My Lady Héroïne, single 2 titres Philips 6172 026
- Août 1977 : Goodbye Emmanuelle(**), single 2 titres Philips 6172 067
- 19 octobre 1977 : Vous n'aurez pas l'Alsace et la Lorraine(**)[i], single 2 titres Disques Déesse DPX 727
- Juin 1978 : Sea, Sex and Sun, singles 2 titres Philips 6172 147 pour le pressage originale et Philips 6172 187 pour le pressage B.o. des Bronzés, maxi singles 2 titres Philips 9199 777 pour la version française et 9199 914 pour la version anglaise
- 1979 : Des laids, des laids / Aux armes et cætera, single 2 titres Philips 6172 250
- 1979 : Vieille Canaille, single 2 titres Philips 6172 287
- 26 septembre 1979 : Tapage Nocturne(**)[j], single 2 titres Philips 6172 266

#### Années 1980
- 1980 : Harley-Davidson, single 2 titres Philips  6172 316
- 1980 : Requiem pour un twister, single 2 titres Philips 6010 255
- 1980 : Dieu fumeur de Havanes[k], single 2 titres Philips 6010 291
- 1981 : Souviens-toi de m'oublier[l], single Philips 6010 360
- 1981 : Le Physique et le figuré(**), single 2 titres Gaumont Musique 751 814
- 1981 : Ecce Homo, single 2 titres Philips 6010 448
- 1982 : Bana Basadi Balalo, single 2 titres Philips 6010 557
- 1984 : Love on the Beat, maxi single 2 titres Philips 880 538-1
- 1985 : Lemon Incest[m], single 2 titres Philips 884 129-7
- Mars 1985 : No Comment, single 2 titres Philips 880 620-7 et maxi single 2 titres Philips 880 620-1
- 1986 : Je t'aime, moi non plus[n], single 2 titres Philips   884 840-7, maxi single 2 titres Philips 884 840.1, CD 2 titres Philips 884 840.7
- 1986 : Sorry Angel (Live),  single 2 titres Philips  884 444-7
- Février 1986 : Vieille Canaille[o], single 2 titres Philips 884 590-7
- Novembre 1986 : Charlotte Forever[m], single 2 titres Philips 888 165-7 et maxi single 2 titres Philips 888 165-1
- Novembre 1987 : You're Under Arrest, single 2 titres Philips 870 002-7, maxi single 2 titres 870 002-1 et maxi CD single 3 titres Philips 870 002-2
- 1988 : Aux enfants de la chance, single 2 titres Philips 870 174-7, maxi single 3 titres Philips 870174-1 et CD maxi single 3 titres Philips  870174-2
- Juin 1988 : Mon Légionnaire, maxi CD single 3 titres Philips 870 510-2, maxi single 3 titres Philips 870 510-1, CD single 2 titres Philips 870 510-2 et single 2 titres 870 510-7
- 1989 : Hey Man Amen, CD maxi single 4 titres Philips 872 257.2, single 2 titres Philips 872 256-7
- 1989 : Couleur Café (Live), single 2 titres Philips 874 988-7, CDV single 4 titres + vidéo Philips 081 326-2, CD maxi single 4 titres 874 989-2

#### Années 1990
- 4 mars 1990 : Stan the Flasher(**), single 2 titres Philips 875 046-7
- Mars 1991 : Requiem Pour un Con (Remix 91), maxi single 3 titres Philips 878 905-1, single 2 titres Philips 878 904-7, single Picture Disc 2 titres Philips  878 906-7, CD maxi single 3 titres Philips 878 905-2
- 1995 : Elisa(**), CD 2 titres Philips 856 700-2

#### Années 2000-2010
- 2003 : Lola Rastaquouère, CD maxi single 4 titres Philips 981 384-3, maxi single 4 titres Mercury  Ref 4722271 (2015)
- 2003 : Marilou Reggae, single 4 titres Mercury/Philips 077 949-1
- 2003 : Aux Armes! / Aux Armes Dub, single 2 titres Philips 077 899-1
- 2010 : Les Cœurs Verts(**)[p], single 2 titres Mercury 532 470-6
- 2010 : Le Jardinier d'Argenteuil(**)[p], single 6 titres Mercury 532 469-5 / Barclay 70 955
- 2010 : Si j'étais un espion(**)[q], single 4 titres Mercury – 532 469-9
- 28 février 2011 : Comme un boomerang, single 2 titres Mercury 2761236
- 22 avril 2017 : Equateur(**), single 2 titres édition limitée Gaumont Musique GMT.LP.OO6

## Classements des singles
| Année | Titre                                           | Classement (Meilleure place) | Classement (Meilleure place) | Albums                                      | Ventes   |
| Année | Titre                                           | FR ,                         | BEL Fr                       | Albums                                      | Ventes   |
| ----- | ----------------------------------------------- | ---------------------------- | ---------------------------- | ------------------------------------------- | -------- |
| 1958  | Le Poinçonneur des Lilas                        | —                            | —                            | Du chant à la une !                         | NC       |
| 1959  | La Jambe de bois (Friedland)                    | —                            | —                            | Du chant à la une !                         | NC       |
| 1959  | Indifférente                                    | —                            | —                            | Serge Gainsbourg N°2                        | NC       |
| 1959  | L'Anthracite                                    | —                            | —                            | Serge Gainsbourg N°2                        | NC       |
| 1959  | Le Claqueur de doigts                           | —                            | —                            | Serge Gainsbourg N°2                        | NC       |
| 1960  | L'Eau à la bouche                               | —                            | 49                           | —                                           | 100 000, |
| 1960  | Romantique 60                                   | —                            | —                            | —                                           | NC       |
| 1961  | La Chanson de Prévert                           | —                            | —                            | L'Étonnant Serge Gainsbourg                 | NC       |
| 1961  | Les Oubliettes                                  | —                            | —                            | L'Étonnant Serge Gainsbourg                 | NC       |
| 1962  | Les Goémons                                     | —                            | —                            | Serge Gainsbourg N° 4                       | NC       |
| 1963  | La Javanaise                                    | 87                           | 38                           | —                                           | NC       |
| 1963  | Chez les yé-yé                                  | —                            | —                            | Gainsbourg Confidentiel                     | NC       |
| 1963  | Scenic Railway                                  | —                            | —                            | Gainsbourg Confidentiel                     | NC       |
| 1964  | Couleur Café                                    | —                            | —                            | Gainsbourg Percussions                      | NC       |
| 1966  | Qui est in qui est out                          | —                            | 47                           | Initials B.B.                               | NC       |
| 1966  | Les Papillons noirs (avec Michèle Arnaud)       | —                            | —                            | —                                           | NC       |
| 1967  | Comic Strip                                     | —                            | 45                           | Initials B.B.                               | NC       |
| 1968  | Bonnie and Clyde (avec Brigitte Bardot)         | 25                           | 18                           | Initials B.B.                               | NC       |
| 1968  | Requiem pour un con                             | 49                           | —                            | —                                           | NC       |
| 1968  | Manon                                           | —                            | —                            | Jane Birkin - Serge Gainsbourg              | NC       |
| 1968  | Initials B.B.                                   | 93                           | 42                           | Initials B.B.                               | NC       |
| 1968  | Mémère (avec Michel Simon)                      | —                            | —                            |                                             | NC       |
| 1968  | L'Anamour                                       | —                            | —                            | Jane Birkin - Serge Gainsbourg              | NC       |
| 1969  | Élisa                                           | 36                           | —                            | Jane Birkin - Serge Gainsbourg              | NC       |
| 1969  | Je t'aime… moi non plus (avec Jane Birkin)      | 3                            | 2                            | Jane Birkin - Serge Gainsbourg              | 400 000  |
| 1971  | Ballade de Melody Nelson                        | —                            | —                            | Histoire de Melody Nelson                   | NC       |
| 1971  | La Décadanse (avec Jane Birkin)                 | —                            | 13                           | —                                           | 75 000   |
| 1973  | Je suis venu te dire que je m'en vais           | 45                           | 35                           | Vu de l'extérieur                           | NC       |
| 1975  | Rock Around the Bunker                          | —                            | 47                           | Rock Around the Bunker                      | NC       |
| 1975  | L'Ami Caouette                                  | 25                           | 31                           | —                                           | 75 000   |
| 1976  | Raccrochez c'est une horreur (avec Jane Birkin) | —                            | 48                           | —                                           | NC       |
| 1976  | Marilou sous la neige                           | —                            | 50                           | L'Homme à tête de chou                      | NC       |
| 1977  | My Lady Héroïne                                 | 50                           | 47                           | —                                           | NC       |
| 1978  | Sea, Sex and Sun                                | 16                           | —                            | —                                           | 150 000  |
| 1979  | Aux armes et cætera                             | 40                           | —                            | Aux armes et cætera                         | 80 000   |
| 1979  | Vieille Canaille                                | —                            | —                            | Aux armes et cætera                         | NC       |
| 1980  | Dieu fumeur de Havanes (avec Catherine Deneuve) | 20                           | —                            | —                                           | 80 000   |
| 1980  | Harley Davidson (Live)                          | —                            | —                            | Enregistrement public au Théâtre Le Palace  | NC       |
| 1981  | Je vous salue Marie                             | —                            | —                            | —                                           | NC       |
| 1981  | Bana basadi balalo                              | —                            | —                            | Mauvaises nouvelles des étoiles             | NC       |
| 1981  | Ecce Homo                                       | 33                           | —                            | Mauvaises nouvelles des étoiles             | NC       |
| 1984  | Love on the Beat                                | —                            | —                            | Love on the Beat                            | NC       |
| 1984  | No Comment                                      | —                            | —                            | Love on the Beat                            | NC       |
| 1984  | Lemon incest (avec Charlotte Gainsbourg)        | 2                            | —                            | Love on the Beat                            | 400 000  |
| 1985  | My Lady Héroïne (Live)                          | —                            | —                            | Gainsbourg Live                             | NC       |
| 1986  | Sorry Angel (Live)                              | —                            | —                            | Gainsbourg Live                             | NC       |
| 1986  | Charlotte Forever (avec Charlotte Gainsbourg)   | —                            | —                            | —                                           | NC       |
| 1986  | Je t'aime, moi non plus (avec Brigitte Bardot)  | —                            | —                            | —                                           | 20 000   |
| 1986  | Vieille Canaille (avec Eddy Mitchell)           | —                            | —                            | Eddy Paris Mitchell (album d'Eddy Mitchell) | 75 000   |
| 1987  | You're Under Arrest                             | 47                           | —                            | You're Under Arrest                         | NC       |
| 1987  | Gloomy Sunday                                   | —                            | —                            | You're Under Arrest                         | NC       |
| 1987  | Aux enfants de la chance                        | 35                           | —                            | You're Under Arrest                         | NC       |
| 1988  | Mon Légionnaire                                 | —                            | —                            | You're Under Arrest                         | NC       |
| 1989  | Hey Man Amen (Live)                             | —                            | —                            | Le Zénith de Gainsbourg                     | NC       |
| 1989  | Couleur Café (Live)                             | —                            | —                            | Le Zénith de Gainsbourg                     | NC       |
| 1991  | Requiem pour un con (remix 91)                  | 8                            | —                            | De Gainsbourg à Gainsbarre                  | 100 000  |
| 2011  | Comme un boomerang                              | 40                           | —                            | Comme un boomerang - Best of                | NC       |

## Bandes originales composées pour le cinéma

### Longs-métrages
- 1960 : L'Eau à la bouche, BO du film de Jacques Doniol-Valcroze
- 1960 : Les Loups dans la bergerie, BO du film de Hervé Bromberger
- 1963 : Strip-tease, BO du film de Jacques Poitrenaud, interprété par Juliette Gréco
- 1964 : Comment trouvez-vous ma sœur ?, BO du film de Michel Boisrond
- 1964 : Les Plus Belles Escroqueries du monde, Musique originale du film collectif de Claude Chabrol, Jean-Luc Godard, Ugo Gregoretti, Roman Polanski…
- 1966 : Les Cœurs verts, BO du film d'Édouard Luntz
- 1966 : L'Espion, BO du film de Raoul Lévy
- 1966 : Carré de dames pour un as, BO du film de Jacques Poitrenaud
- 1966 : Le Jardinier d'Argenteuil, BO du film de Jean-Paul Le Chanois
- 1967 : Si j'étais un espion, BO du film de Bertrand Blier
- 1967 : L'Horizon, BO du film de Jacques Rouffio
- 1967 : Toutes folles de lui, BO du film de Norbert Carbonnaux
- 1967 : Anna, BO de la comédie musicale Anna réalisée par Pierre Koralnik
- 1967 : L'Inconnu de Shandigor, BO du film de Jean-Louis Roy
- 1967 : L'Une et l'Autre, BO du film de René Allio
- 1968 : Ce sacré grand-père, BO du film de Jacques Poitrenaud
- 1968 : Le Pacha, BO du film de Georges Lautner
- 1968 : Manon 70, BO du film de Jean Aurel
- 1969 : Mister Freedom, BO du film de William Klein
- 1969 : Paris n'existe pas, BO du film de Robert Benayoun
- 1969 : Les Chemins de Katmandou, BO du film d'André Cayatte
- 1969 : Slogan, BO du film de Pierre Grimblat
- 1969 : Une veuve en or, BO du film de Michel Audiard
- 1970 : La Horse, BO du film de Pierre Granier-Deferre
- 1970 : Cannabis, BO du film de Pierre Koralnik (25 000 exemplaires vendus)[58]
- 1970 : BO du film Piggies de Peter Zadek[59]
- 1970 : Un petit garçon appelé Charlie Brown (A Boy Named Charlie Brown), adaptation française et interprétation de la chanson du générique (Charlie Brown) du film d'animation de Bill Meléndez
- 1971 : Le Roman d'un voleur de chevaux, BO du film de Abraham Polonsky
- 1971 : Dix-neuf filles et un matelot, BO du film de Miklos Kosovac
- 1972 : Sex-shop, BO du film de Claude Berri
- 1972 : Trop jolies pour être honnêtes, BO du film de Richard Balducci
- 1973 : Projection privée, BO du film de François Leterrier
- 1974 : Les Fougères bleues, BO du film de Françoise Sagan
- 1975 : Je t'aime moi non plus, BO du film de Serge Gainsbourg
- 1976 : Madame Claude, BO du film de Just Jaeckin (25 000 exemplaires vendus)[27]
- 1976 : Aurais dû faire gaffe, le choc est terrible, BO du film de Jean-Henri Meunier
- 1977 : Vous n'aurez pas l'Alsace et la Lorraine, BO du film de Coluche et Marc Monnet
- 1977 : Goodbye Emmanuelle, BO du film de François Leterrier
- 1978 : Les Bronzés, BO du film de Patrice Leconte
- 1978 : Melancoly Baby, BO du film de Clarisse Gabus
- 1979 : Tapage nocturne, BO du film de Catherine Breillat
- 1980 : Je vous aime, BO du film de Claude Berri
- 1983 : Équateur, BO du film de Serge Gainsbourg
- 1985 : Tenue de soirée, BO du film de Bertrand Blier
- 1986 : Charlotte for Ever, BO du film de Serge Gainsbourg
- 1988 : Drôle d'endroit pour une rencontre, BO du film de François Dupeyron
- 1989 : Stan the Flasher, BO du film de Serge Gainsbourg

### Courts-métrages, documentaires et feuilleton télévisé
- 1962 : Week-end en mer de François Reichenbach - Chanson chanté par Juliette Gréco
- 1963 : Dix grammes d'arc-en-ciel - Musique originale du court-métrage de Robert Ménégoz
- 1963 : Dans le vent - Musique originale du court-métrage de Jacques Rozier
- 1966 : Vidocq - Musique originale du feuilleton TV créé par Georges Neveux et Marcel Bluwal
- 1967 : Anatomie d'un mouvement - Musique originale du court-métrage de François Moreuil
- 1969 : Mini-midi - Musique originale du documentaire de Robert Freeman
- 1974 : La Dernière Violette - Musique originale du court-métrage d'André Hardellet
- 1981 : Reporters - Musique originale du documentaire de Raymond Depardon
- 1981 : Le Physique et le Figuré - Musique originale du court-métrage de Serge Gainsbourg
- 1987 : Jane B. par Agnès V. - Musique originale du documentaire d'Agnès Varda
- 1992 : Tous les garçons - Musique originale du court-métrage d'Étienne Faure

## Autres interprètes - 45 tours / Singles
| Année | Titre                                                           | Classement (Meilleure place) | Classement (Meilleure place) | Classement (Meilleure place) | Classement (Meilleure place) | Classement (Meilleure place) | Classement (Meilleure place) | Classement (Meilleure place) | Classement (Meilleure place) | Classement (Meilleure place) | Classement (Meilleure place) | Classement (Meilleure place) | Classement (Meilleure place) | Classement (Meilleure place) | Classement (Meilleure place) | Classement (Meilleure place) | Classement (Meilleure place) | Classement (Meilleure place) | Classement (Meilleure place) | Classement (Meilleure place) |
| Année | Titre                                                           | FR ,                         | BEL/Wa ,                     | BEL/Fl ,                     | CH ,                         | NL ,                         | UK                           | AUT ,                        | SE ,                         | NO ,                         | DE ,                         | ES ,                         | DK ,                         | ARG ,                        | CHI ,                        | FIN ,                        | JP ,                         | LUX ,                        | TUR ,                        | SIN ,                        |
| ----- | --------------------------------------------------------------- | ---------------------------- | ---------------------------- | ---------------------------- | ---------------------------- | ---------------------------- | ---------------------------- | ---------------------------- | ---------------------------- | ---------------------------- | ---------------------------- | ---------------------------- | ---------------------------- | ---------------------------- | ---------------------------- | ---------------------------- | ---------------------------- | ---------------------------- | ---------------------------- | ---------------------------- |
| 1962  | La Javanaise (Juliette Gréco)                                   | —                            | 38                           | —                            | —                            | —                            | —                            | —                            | —                            | —                            | —                            | —                            | —                            | —                            | —                            | —                            | —                            | —                            | —                            | —                            |
| 1963  | Vilaine Fille, mauvais garçon (Petula Clark)                    | 14                           | 45                           | —                            | —                            | —                            | —                            | —                            | —                            | —                            | —                            | —                            | —                            | —                            | —                            | —                            | —                            | —                            | —                            | —                            |
| 1963  | L'Appareil à sous (Brigitte Bardot)                             | 16                           | 17                           | —                            | —                            | —                            | —                            | —                            | —                            | —                            | —                            | —                            | —                            | —                            | —                            | —                            | —                            | —                            | —                            | —                            |
| 1963  | N'écoute pas les idoles (France Gall)                           | 10                           | 14                           | —                            | —                            | —                            | —                            | —                            | —                            | —                            | —                            | —                            | —                            | —                            | —                            | —                            | —                            | —                            | —                            | —                            |
| 1964  | Laisse tomber les filles (France Gall)                          | 12                           | 13                           | —                            | —                            | —                            | —                            | —                            | —                            | —                            | —                            | —                            | —                            | —                            | —                            | —                            | —                            | —                            | —                            | —                            |
| 1965  | Poupée de cire, poupée de son (France Gall)                     | 2                            | 3                            | 4                            | —                            | 6                            | —                            | 7                            | —                            | 1                            | 2                            | 1                            | 4                            | 3                            | 8                            | 1                            | 5                            | 2                            | 2                            | 7                            |
| 1965  | Attends ou va-t'en (France Gall)                                | 10                           | 24                           | —                            | —                            | —                            | —                            | —                            | —                            | —                            | 34                           | —                            | —                            | —                            | —                            | —                            | —                            | —                            | —                            | —                            |
| 1965  | Les P'tits Papiers (Régine)                                     | —                            | 37                           | —                            | —                            | —                            | —                            | —                            | —                            | —                            | —                            | —                            | —                            | —                            | —                            | —                            | —                            | —                            | —                            | —                            |
| 1965  | Nous ne sommes pas des anges (France Gall)                      | 14                           | 32                           | —                            | —                            | —                            | —                            | —                            | —                            | —                            | —                            | —                            | —                            | —                            | —                            | —                            | —                            | —                            | —                            | —                            |
| 1965  | La Gadoue (Petula Clark)                                        | 7                            | 32                           | —                            | —                            | —                            | —                            | —                            | —                            | —                            | —                            | —                            | —                            | —                            | —                            | —                            | —                            | —                            | —                            | —                            |
| 1966  | Baby Pop (France Gall)                                          | 13                           | 23                           | —                            | —                            | —                            | —                            | —                            | —                            | —                            | 34                           | —                            | —                            | —                            | —                            | —                            | —                            | —                            | —                            | —                            |
| 1966  | Les Sucettes (France Gall)                                      | —                            | 14                           | —                            | —                            | —                            | —                            | —                            | —                            | —                            | —                            | —                            | —                            | —                            | —                            | —                            | —                            | —                            | —                            | —                            |
| 1966  | Je préfère naturellement (Dalida)                               | —                            | 31                           | —                            | —                            | —                            | —                            | —                            | —                            | —                            | —                            | —                            | —                            | —                            | —                            | —                            | —                            | —                            | 5                            | —                            |
| 1967  | Les Petits boudins (Dominique Walter)                           | —                            | 19                           | —                            | —                            | —                            | —                            | —                            | —                            | —                            | —                            | —                            | —                            | —                            | —                            | —                            | —                            | —                            | —                            | —                            |
| 1967  | Hip Hip Hip Hurra (Claude François)                             | —                            | 4                            | —                            | —                            | —                            | —                            | —                            | —                            | —                            | —                            | —                            | —                            | —                            | —                            | —                            | —                            | —                            | —                            | —                            |
| 1967  | Harley-Davidson (Brigitte Bardot)                               | —                            | 16                           | —                            | —                            | —                            | —                            | —                            | —                            | —                            | —                            | —                            | —                            | —                            | —                            | —                            | —                            | —                            | —                            | —                            |
| 1968  | Comment te dire adieu (Françoise Hardy)                         | 11                           | 3                            | —                            | —                            | —                            | —                            | —                            | —                            | —                            | —                            | —                            | —                            | —                            | —                            | —                            | —                            | —                            | —                            | —                            |
| 1969  | Jane B. (Jane Birkin)                                           | —                            | 2                            | —                            | —                            | —                            | —                            | —                            | —                            | —                            | —                            | —                            | —                            | —                            | —                            | —                            | —                            | —                            | —                            | —                            |
| 1973  | Di Doo Dah (Jane Birkin)                                        | —                            | —                            | —                            | —                            | —                            | —                            | —                            | —                            | —                            | —                            | —                            | —                            | —                            | —                            | —                            | —                            | —                            | —                            | —                            |
| 1977  | Raccrochez c'est une horreur (Jane Birkin)                      | —                            | —                            | —                            | —                            | —                            | —                            | —                            | —                            | —                            | —                            | —                            | —                            | —                            | —                            | —                            | —                            | —                            | —                            | —                            |
| 1977  | Joujou à la casse (Alain Chamfort)                              | —                            | —                            | —                            | —                            | —                            | —                            | —                            | —                            | —                            | —                            | —                            | —                            | —                            | —                            | —                            | —                            | —                            | —                            | —                            |
| 1978  | Ex-fan des sixties (Jane Birkin)                                | 19                           | —                            | —                            | —                            | —                            | —                            | —                            | —                            | —                            | —                            | —                            | —                            | —                            | —                            | —                            | —                            | —                            | —                            | —                            |
| 1979  | Manureva (Alain Chamfort)                                       | 2                            | —                            | —                            | —                            | —                            | —                            | —                            | —                            | —                            | —                            | 19                           | —                            | —                            | —                            | —                            | —                            | —                            | —                            | —                            |
| 1980  | On n'est pas des grenouilles (Sacha Distel)                     | —                            | —                            | —                            | —                            | —                            | —                            | —                            | —                            | —                            | —                            | —                            | —                            | —                            | —                            | —                            | —                            | —                            | —                            | —                            |
| 1981  | La chanson de Prévert (Claire d'Asta)                           | —                            | —                            | —                            | —                            | —                            | —                            | —                            | —                            | —                            | —                            | —                            | —                            | —                            | —                            | —                            | —                            | —                            | —                            | —                            |
| 1981  | Bambou (Alain Chamfort)                                         | 11                           | —                            | —                            | —                            | —                            | —                            | —                            | —                            | —                            | —                            | —                            | —                            | —                            | —                            | —                            | —                            | —                            | —                            | —                            |
| 1982  | C'est comment qu'on freine (Alain Bashung)                      | —                            | —                            | —                            | —                            | —                            | —                            | —                            | —                            | —                            | —                            | —                            | —                            | —                            | —                            | —                            | —                            | —                            | —                            | —                            |
| 1983  | Pull marine (Isabelle Adjani)                                   | 39                           | —                            | —                            | —                            | —                            | —                            | —                            | —                            | —                            | —                            | —                            | —                            | —                            | —                            | —                            | —                            | —                            | —                            | —                            |
| 1984  | Baby Lou (Jane Birkin)                                          | —                            | —                            | —                            | —                            | —                            | —                            | —                            | —                            | —                            | —                            | —                            | —                            | —                            | —                            | —                            | —                            | —                            | —                            | —                            |
| 1984  | Fuir le bonheur avant qu'il se sauve (Jane Birkin)              | —                            | —                            | —                            | —                            | —                            | —                            | —                            | —                            | —                            | —                            | —                            | —                            | —                            | —                            | —                            | —                            | —                            | —                            | —                            |
| 1986  | Quoi (Jane Birkin)                                              | 11                           | —                            | —                            | —                            | —                            | —                            | —                            | —                            | —                            | —                            | —                            | —                            | —                            | —                            | —                            | —                            | —                            | —                            | —                            |
| 1987  | Les petits boudins (Robert Farel)                               | 39                           | —                            | —                            | —                            | —                            | —                            | —                            | —                            | —                            | —                            | —                            | —                            | —                            | —                            | —                            | —                            | —                            | —                            | —                            |
| 1987  | Lost Song (Jane Birkin)                                         | —                            | —                            | —                            | —                            | —                            | —                            | —                            | —                            | —                            | —                            | —                            | —                            | —                            | —                            | —                            | —                            | —                            | —                            | —                            |
| 1989  | Comment te dire adieu (Jimmy Somerville et June Miles Kingston) | 3                            | —                            | 23                           | —                            | 26                           | 14                           | —                            | —                            | —                            | 25                           | —                            | —                            | —                            | —                            | —                            | —                            | —                            | —                            | —                            |
| 1990  | White and Black Blues (Joëlle Ursull)                           | 2                            | —                            | —                            | —                            | —                            | —                            | 10                           | —                            | —                            | 86                           | —                            | —                            | —                            | 19                           | —                            | —                            | —                            | —                            | —                            |
| 1990  | Tandem (Vanessa Paradis)                                        | 22                           | —                            | 35                           | —                            | 25                           | —                            | —                            | —                            | —                            | —                            | —                            | —                            | —                            | —                            | —                            | —                            | —                            | —                            | —                            |
| 1990  | Dis-lui toi que je t'aime (Vanessa Paradis)                     | 41                           | —                            | —                            | —                            | —                            | —                            | —                            | —                            | —                            | —                            | —                            | —                            | —                            | —                            | —                            | —                            | —                            | —                            | —                            |
| 1990  | Amour des feintes (Jane Birkin)                                 | —                            | —                            | —                            | —                            | —                            | —                            | —                            | —                            | —                            | —                            | —                            | —                            | —                            | —                            | —                            | —                            | —                            | —                            | —                            |
| 1991  | Et bien quand même (Jane Birkin)                                | —                            | —                            | —                            | —                            | —                            | —                            | —                            | —                            | —                            | —                            | —                            | —                            | —                            | —                            | —                            | —                            | —                            | —                            | —                            |
| 1991  | Love Fifteen (Jane Birkin)                                      | —                            | —                            | —                            | —                            | —                            | —                            | —                            | —                            | —                            | —                            | —                            | —                            | —                            | —                            | —                            | —                            | —                            | —                            | —                            |
| 1992  | Je suis venu te dire que je m'en vais (Jane Birkin)             | 40                           | —                            | —                            | —                            | —                            | —                            | —                            | —                            | —                            | —                            | —                            | —                            | —                            | —                            | —                            | —                            | —                            | —                            | —                            |
| 1993  | Nouveau Western (MC Solaar)                                     | 4                            | —                            | —                            | —                            | —                            | —                            | —                            | —                            | —                            | —                            | —                            | —                            | —                            | —                            | —                            | —                            | —                            | —                            | —                            |
| 1996  | La Gadoue (Jane Birkin)                                         | 16                           | —                            | —                            | —                            | —                            | —                            | —                            | —                            | —                            | —                            | —                            | —                            | —                            | —                            | —                            | —                            | —                            | —                            | —                            |
| 1999  | Poupée de cire, poupée de son (Kim Kay)                         | 30                           | —                            | 23                           | —                            | —                            | —                            | —                            | —                            | —                            | —                            | —                            | —                            | —                            | —                            | —                            | —                            | —                            | —                            | —                            |
| 2001  | Ne dis rien (Lulu et Bambou)                                    | 78                           | —                            | —                            | —                            | —                            | —                            | —                            | —                            | —                            | —                            | —                            | —                            | —                            | —                            | —                            | —                            | —                            | —                            | —                            |
| 2001  | Comme un boomerang (Étienne Daho et Dani)                       | 6                            | 23                           | —                            | —                            | —                            | —                            | —                            | —                            | —                            | —                            | —                            | —                            | —                            | —                            | —                            | —                            | —                            | —                            | —                            |
| 2007  | Manureva 2007 (Art Meson)                                       | 23                           | —                            | —                            | —                            | —                            | —                            | —                            | —                            | —                            | —                            | —                            | —                            | —                            | —                            | —                            | —                            | —                            | —                            | —                            |
| 2012  | Comme un boomerang (Thomas Mignot)                              | 32                           | —                            | —                            | —                            | —                            | —                            | —                            | —                            | —                            | —                            | —                            | —                            | —                            | —                            | —                            | —                            | —                            | —                            | —                            |
| 2013  | Pull marine (Sarah Caillibot)                                   | 105                          | —                            | —                            | —                            | —                            | —                            | —                            | —                            | —                            | —                            | —                            | —                            | —                            | —                            | —                            | —                            | —                            | —                            | —                            |
| 2013  | Poupée de cire, poupée de son (Jenifer)                         | 21                           | 16                           | 86                           | —                            | —                            | —                            | —                            | —                            | —                            | —                            | —                            | —                            | —                            | —                            | —                            | —                            | —                            | —                            | —                            |
| 2015  | Tandem (Shy'm)                                                  | 171                          | —                            | —                            | —                            | —                            | —                            | —                            | —                            | —                            | —                            | —                            | —                            | —                            | —                            | —                            | —                            | —                            | —                            | —                            |